# Veerasingham Anandasangaree
Veerasingham Anandasangaree (tamoul : வீரசிங்கம் ஆனந்தசங்கரி  , communément connu sous le nom de Sangaree, est un politicien tamoul sri-lankais, ancien membre du Parlement et dirigeant du Tamil United Liberation Front. 
Il est un critique virulent de la violence commise par le gouvernement Sri-lankais et par les Tigres tamouls. Sangaree est un partisan du fédéralisme similaire à celui de l'Inde comme une solution au conflit ethnique du Sri Lanka,.

## Distinctions
- 2006 : Prix UNESCO-Madanjeet Singh pour la promotion de la paix.